# Bank Danych Drogowych
Bank Danych Drogowych (BDD) – system informatyczny wspomagający administrowanie siecią dróg krajowych w Polsce. Właścicielem i głównym użytkownikiem BDD jest Generalna Dyrekcja Dróg Krajowych i Autostrad i wszystkie podległe jej jednostki. Aplikacja używana jest także przez innych zarządców dróg na podstawie umowy użyczenia.
Program pozwala zarządzać informacjami dotyczącymi m.in.:
- danych administracyjnych odcinka drogi,
- geometrii drogi,
- skrzyżowań i obiektów inżynierskich,
- zagospodarowania pasa drogowego,
- wyposażenia pasa drogowego,
- nawierzchni drogowych,
- pomiarów ruchu.

## Moduły
W skład aplikacji BDD wchodzą następujące moduły:
- Edycja – umożliwia wprowadzanie nowych danych, zbieranie ich oraz przeglądanie zgromadzonych z możliwością edytowania
- Plan Liniowy – pozwala przeglądać dane w postaci graficznej
- Mapa – umożliwia zaprezentowanie, wraz z możliwością edycji, danych korzystając z kontrolki Navigo X oraz dzięki eksportowi danych pozwala na wizualizację i analizę w programie ArcView
- Raporty – moduł wspomagający przygotowanie raportów przy użyciu gotowych i własnych szablonów, możliwych do eksportu do programu Microsoft Excel, a także umożliwiający wizualizację zdarzeń w systemach GIS – ESRI ArcView 3.x oraz ESRI ArcMap 9.x
- Ewidencja – umożliwia prowadzenie ewidencji dróg, tworzenie Książki Drogi i zestawień dla GUS w postaci pliku programu Microsoft Excel lub PDF
- MAS – pozwala na wymianę danych z systemami SOSN i SOPO oraz potrafi graficznie zaprezentować dane pomiarowe
- Dane – jest narzędziem umożliwiającym pobieranie danych jednostek podrzędnych
- Administracja – umożliwia zarządzanie systemem BDD przez administratora, zawiera funkcje potrzebne do ustawienia wszelkich parametrów systemu oraz pozwala na automatyzację niektórych operacji

Dane zbierane w BDD lokalizowane są na podstawie systemu referencyjnego, który jest zbiorem punktów referencyjnych oraz odcinków pomiędzy nimi. Stanowi on system odniesienia dla przestrzennego lokalizowania zdarzeń na drodze. Każde takie zdarzenie posiada dodatkową informację o pikietażu na drodze.
Jednym z zastosowań Banku Danych Drogowych jest prowadzenie pełnej ewidencji dróg. Zebrane w programie dane są wykorzystywane do sporządzenia zestawienia, Książki Drogi.
Informacje zgromadzone w bazie danych BDD są prezentowane w formie tabelarycznej oraz graficznej – w postaci planu liniowego, umożliwiającego uzyskanie liniowego widoku drogi i wszystkich jej elementów w postaci ikon i symboli. Z poziomu programu możliwy jest eksport danych do innych systemów, generowanie raportów w postaci arkuszy Microsoft Excel, a także wizualizacja zdarzeń drogowych w systemach GIS.